# Тихий Дон (Лев-Толстовский район)
Ти́хий Дон — посёлок Кузовлёвского сельского поселения Лев-Толстовского района Липецкой области.
Стоит почти на автодороге Лев Толстой — Первомайское. В 2 км восточнее находится центр поселения село Кузовлёво.
Возник в 1924 году и первоначально имел название Донско́й. Его название связано с рекой Дон, несмотря на то что его и реку разделяют около 32 км. Там же расположен другой посёлок Тихий Дон — в Лебедянском районе.

## Население
| 2000 | 2010 |
| ---- | ---- |
| 25   | ↘18  |